# Клер Дейнс
Клер Дейнс (англ. Claire Danes; нар.12 квітня 1979, Нью-Йорк) — американська акторка театру, кіно та телебачення.

## Життєпис
Народилася 12 квітня 1979 на Мангеттені, в сім'ї Крістофера Дейнса — фахівця з комп'ютерів, та Карли Дейнс — художниці і промдизайнерки, яка згодом стала менеджеркою Клер. Дейнс описує себе як «WASP до мозку кісток»: її дід по батьківській лінії, Гібсон Дейнс, був деканом художньо-архітектурної школи у Єльському університеті. У неї є брат Аса Дейнс, який закінчив Oberlin College та працює адвокатом у юридичній компанії «Paul Hastings».
Відвідувала Dalton School і Professional Performing Arts School в Нью-Йорку, потім привілейовану приватну школу Lycée Français de Los Angeles у Лос-Анджелесі. У 1998 Дейнс вступила до Єльського університету. Після двох років вивчення психології залишила університет, щоб зосередитися на акторській кар'єрі.
6 років зустрічалася з австралійським співаком Чі Беном, до 2003 роу. Якийсь час зустрічалася з колегою по фільму «Краса по-англійськи» і «Принцесі Мононоке» Біллі Крудапом, в грудні 2006 вони розійшлися. У 2009 році після року стосунків одружилася з актором Г'ю Денсі. 4 липня 2012 року повідомила пресі про вагітність.

## Кар'єра
Можливо, найвідоміша роль Дейнс — Анджелв Чейз в телесеріалі «Моє так зване життя» (англ. My So-Called Life) 1994 року, за яку вона отримала премію «Золотий глобус» та номінувалася на «Еммі». Потім — роль Джульєти в 1996 у фільмі «Ромео+Джульєта (фільм, 1996)». Перша робота в анімаційному фільмі — англійська версія «Принцеси Мононоке» у 1999. У тому ж році Дейнс виконала одну з перших ролей у «Зруйнованому палаці» разом з Кейт Бекінсейл і Біллом Пулманом.
Потім втілила дочку героїні Меріл Стріп у фільмі «Години», який номінувався на Оскар, разом з Ніколь Кідман, Джуліанн Мур і Едом Гаррісом. Наступного року знімалася у фільмах «Термінатор 3: Повстання машин» та «Краса по-англійськи». Вельми критично оцінювалася її робота у фільмах 2005 року «Продавчиня» і «Привіт сім'ї». У 2007 році Дейнс з'явилася у фентезі «Зоряний пил» з Мішель Пфайффер та Робертом де Ніро і в триллері «Паства» з Річардом Гіром.
Дейнс грала в різних театральних постановках, в «Happiness», «Punk Ballet» і «Kids On Stage», вона зробила постановку свого власного танцю. Також написала передмову до книги Ніла Ґеймана «Death: The Time of Your Life». У вересні 2007 року Дейнс дебютувала на Бродвеї у п'єсі Бернарда Шоу «Пігмаліон» в ролі Елайзи Дулітл.

## Фільмографія
| Рік  | Фільм                           | Оригінальна назва               | Роль                       | Примітки            |
| ---- | ------------------------------- | ------------------------------- | -------------------------- | ------------------- |
| 1994 | «Маленькі жінки»                | Little Women                    | Бет Марч                   |                     |
| 1995 | «Ковдра з клаптів»              | How to Make an American Quilt   | Young Glady Jo Cleary      |                     |
| 1995 |                                 | Home for the Holidays           | Kitt Larson                |                     |
| 1996 |                                 | I Love You, I Love You Not      | Daisy/Young Nana           |                     |
| 1996 | «Ромео+Джульєта»                | Romeo + Juliet                  | Джульєтта                  |                     |
| 1996 |                                 | To Gillian on Her 37th Birthday | Rachel Lewis               |                     |
| 1997 | «Принцеса Мононоке»             | Princess Mononoke               | Сан                        | голос, англ. дубляж |
| 1997 | «Поворот»                       | U Turn                          | Джені                      |                     |
| 1997 |                                 | The Rainmaker                   | Kelly Riker                |                     |
| 1998 | «Знедолені»                     | Les Misérables                  | Cosette                    |                     |
| 1998 |                                 | Polish Wedding                  | Hala                       |                     |
| 1999 | Загін «Стиляги»                 | The Mod Squad                   | Julie Barnes               |                     |
| 1999 | «Зруйнований палац»             | Brokedown Palace                | Еліс Марано                |                     |
| 2002 | «Ігбі йде на дно»               | Igby Goes Down                  | Sookie Sapperstein         |                     |
| 2002 | «Години»                        | The Hours                       | Джулія Воган               |                     |
| 2003 | «Це все про кохання»            | Elena                           | фільм в Україні не виходив |                     |
| 2003 | «Невиправний оптиміст»          | The Rage In Placid Lake         | дівчина на семінарі        |                     |
| 2003 | «Термінатор 3: Повстання машин» | Terminator 3: Rising Machines   | Кейт Брюстер               |                     |
| 2004 | «Краса по-англійськи»           | Stage Beauty                    | Марія                      |                     |
| 2005 | «Продавчиня»                    | Shopgirl                        | Мірабель Батерсфілд        |                     |
| 2005 | «Привіт сім'ї»                  | The Family Stone                | Джулі Мортон               |                     |
| 2007 | «Вечір»                         | Evening                         | Енн                        |                     |
| 2007 | «Паства»                        | The Flock                       | Еллісон                    |                     |
| 2007 | «Зоряний пил»                   | Star Dust                       | Івейн                      |                     |
| 2009 | «Я та Орсон Уельс»              | Me and Orson Welles             | Соня Джонс                 |                     |
| 2010 | «Темпл Грандін»                 | Temple Grandin                  | Темпл Грандін              |                     |
| 2011 | «Батьківщина»                   | Homeland                        | Керрі Метісон              |                     |
| 2017 | Ведмідь із Бріґсбі              | Brigsby Bear                    | Клер                       |                     |
| 2018 |                                 | A Kid Like Jake                 | Алекс Віллер               |                     |
| 2022 | Змій в Ессексі                  | The Essex Serpent               | Кора Сіборн                |                     |